# Петралија Сотана
Петралија Сотана (итал. Petralia Sottana) је насеље у Италији у округу Палермо, региону Сицилија.
Према процени из 2011. у насељу је живело 2738 становника. Насеље се налази на надморској висини од 965 м.

## Становништво
Према резултатима пописа становништва 2011. у општини је живело 2.975 становника.
| 1931. | 1936. | 1951. | 1961. | 1971. | 1981. | 1991. | 2001. | 2011. |
| ----- | ----- | ----- | ----- | ----- | ----- | ----- | ----- | ----- |
| 5.840 | 6.275 | 6.157 | 5.287 | 4.409 | 3.821 | 3.770 | 3.311 | 2.975 |